# Zgornje Stranje
Zgornje Stranje so razpotegnjeno naselje v Občini Kamnik. Ležijo na desnem bregu Kamniške Bistrice ob cesti Kamnik - Stahovica. Starejši del naselja stoji na visoki terasi, kjer se Tunjiško gričevje najbolj približa Kamniški Bistrici, medtem ko je novejši del naselja zgrajen ob cesti proti Stahovici.
Na skalnem pomolu nad reko Bistrico stoji cerkev sv. Benedikta, ki je bila zgrajena sredi 19. stoletja. Med drugo svetovno vojno je bila v cerkvi utrjena nemška vojaška postojanka. Po koncu vojne so se domačini lotili obnove. Obnovo so ponudili arhitektu J.Plečniku. Ker se je Plečnik sprva branil sodelovati, je načrte za podaljšanje cerkve do zvonika naredila njegova učenka arhitektka Majda Neřima. Leta 1946 pa je prenovo prevzel Plečnik in jo vodil vse do smrti. Posebno velik odmev v javnosti je imela ureditev krstilnice, ki jo je naredil v letih 1947 - 1948 v prostoru pod zvonikom. Cerkev v Stranjah sodi med Plečnikova najpomembnejša povojna dela.